# Ardices glatignyi
Ardices glatignyi là một loài bướm đêm thuộc phân họ Arctiinae, họ Erebidae.

## Hình ảnh

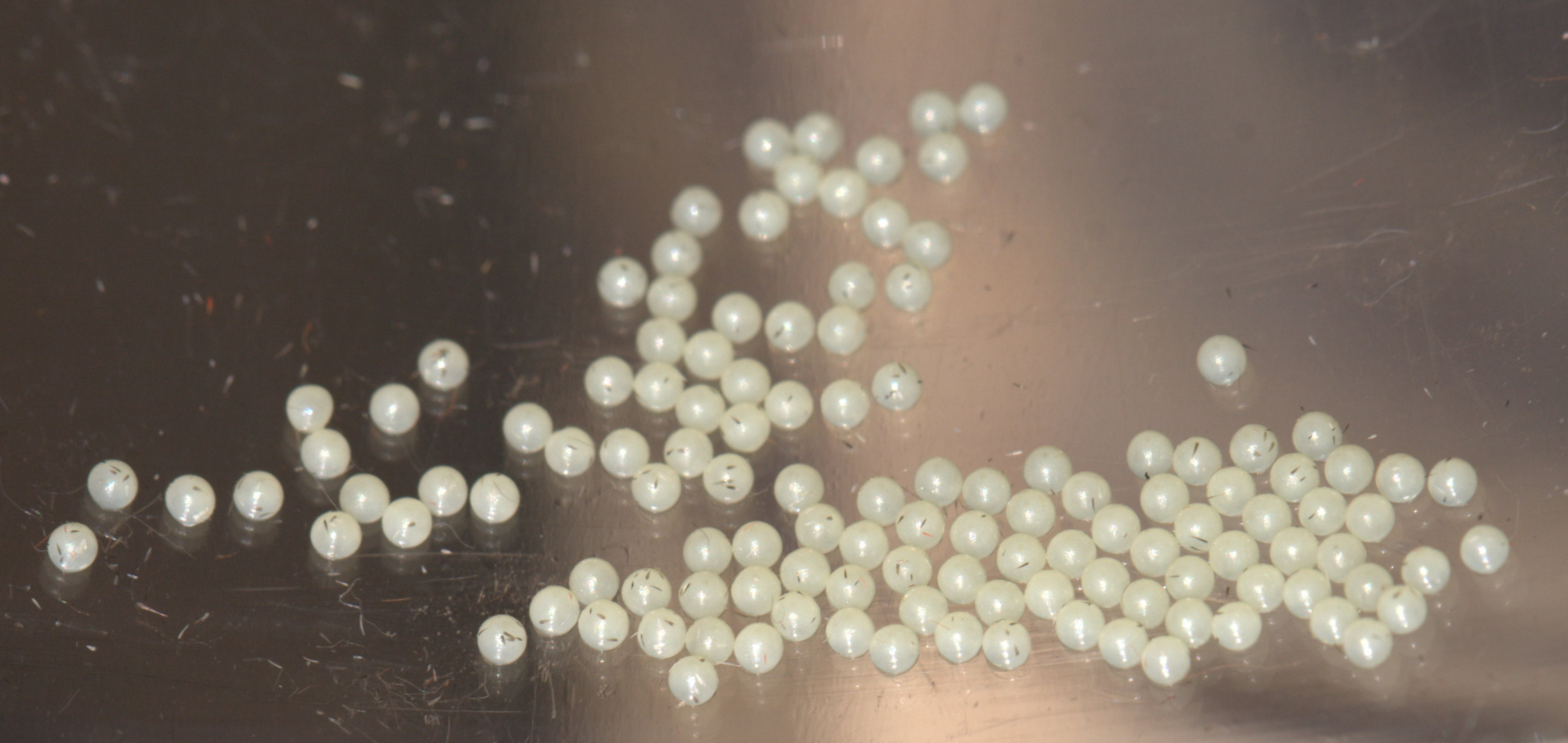
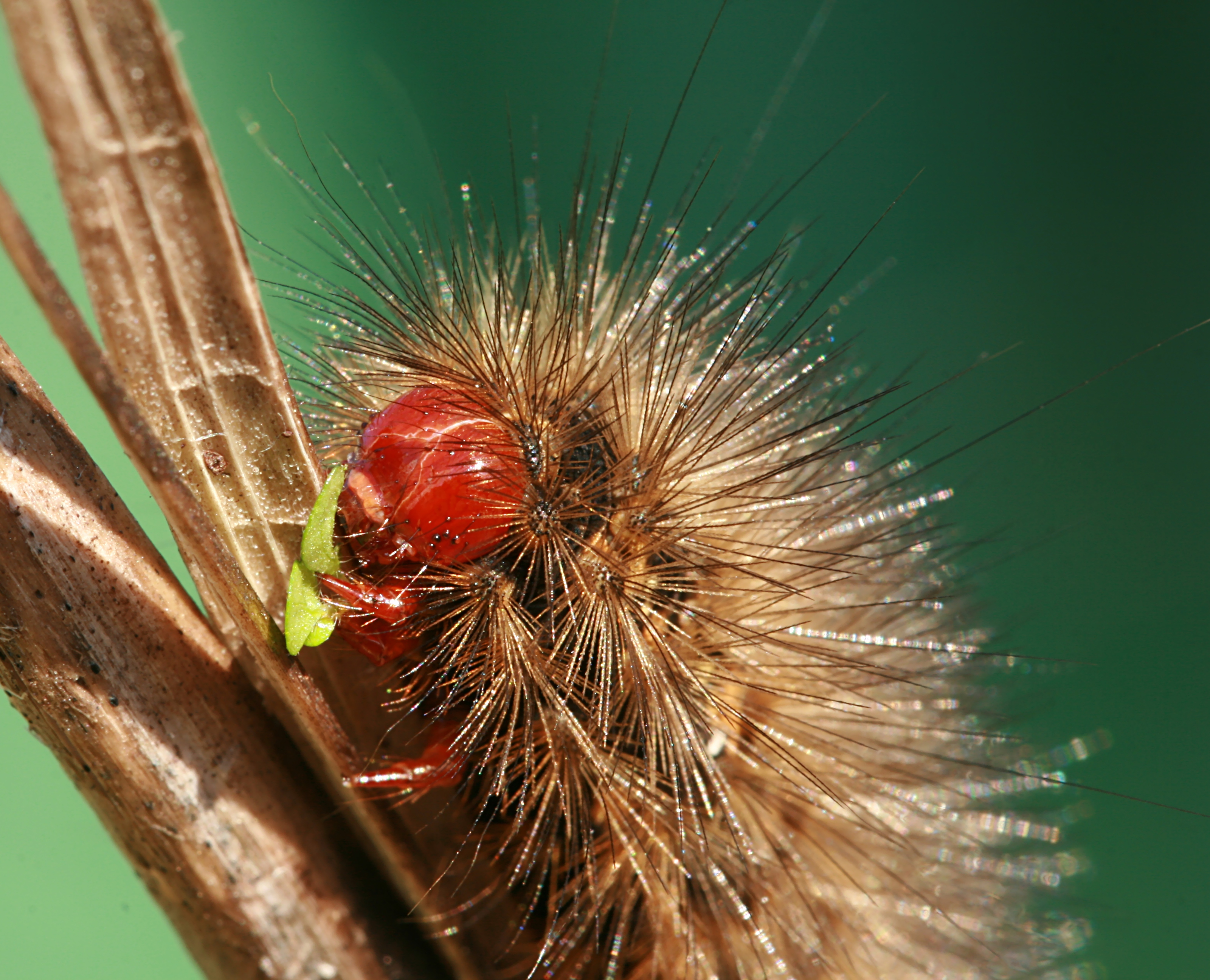
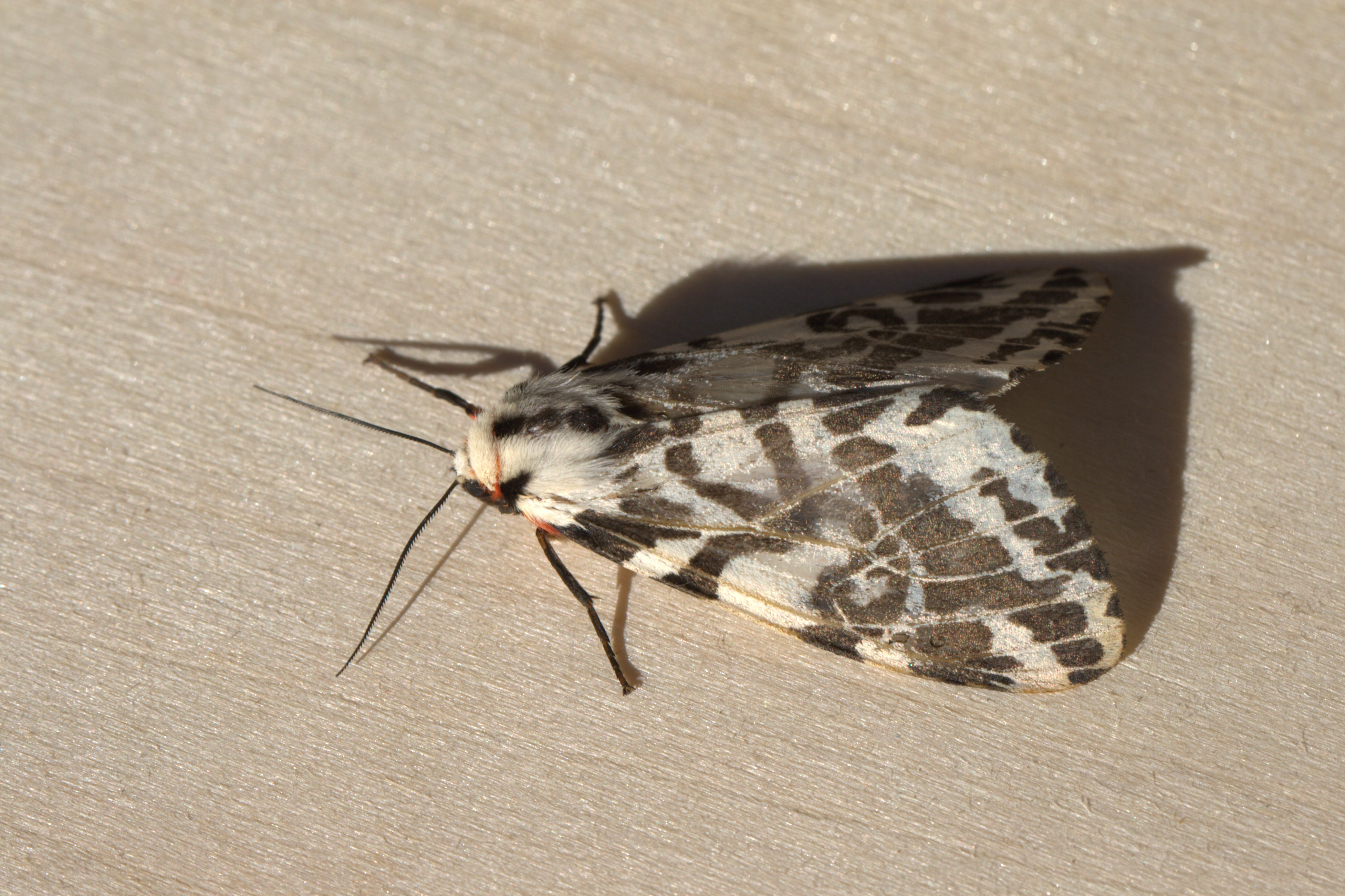
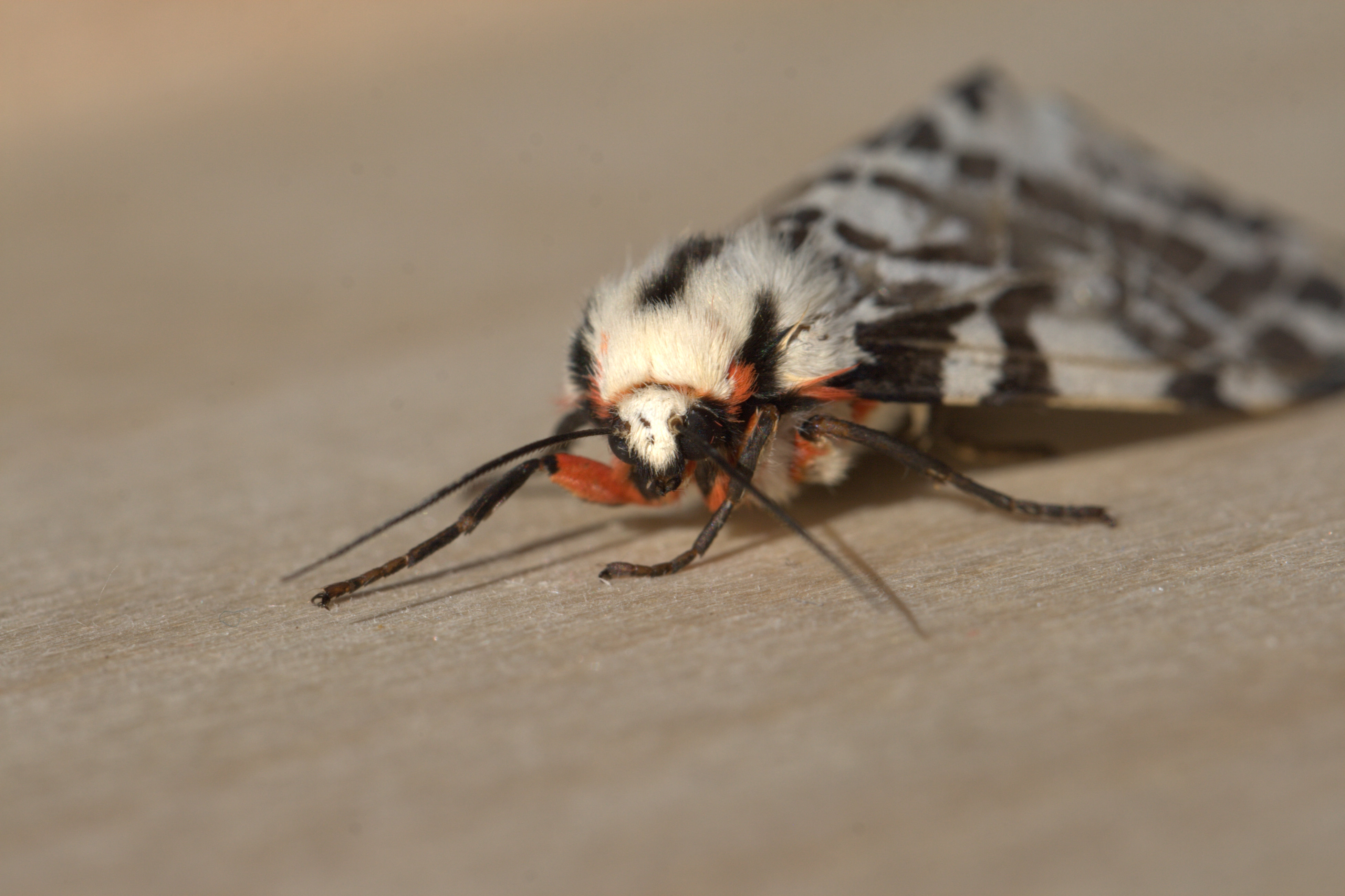